# Сунчев ветар
Сунчев ветар, или соларни ветар, је струја наелектрисаних честица (плазма), коју избацује горња атмосфера Сунца. Састоји се од високоенергетских електрона или протона енергије око . Честице успевају да делимично побегну из Сунчевог гравитационог поља због високе температуре короне и енергетског добитка путем процеса који још увек није потпуно објашњен. Састав плазме соларног ветра такође укључује мешавину материјала који се налазе у соларној плазми: количине у траговима тешких јона и атомских језгара као што су C, N, O, Ne, Mg, Si, S, и Fe. Постоје и ређи трагови неких других језгара и изотопа као што су P, Ti, Cr, 54Fe и 56Fe, и 58Ni, 60Ni, и 62Ni. Над плазмом соларног ветра налази се међупланетарно магнетно поље.
Многи феномени су повезани са Сунчевим ветром, међу којима су геомагнетна олуја, поларна светлост, ауроре и репови комета који су увек усмерени супротно од Сунца. Код осталих звезда ова појава се назива звезданим ветром, а код многих је и знатно већег интензитета.

## Историја
Норвешки истраживач Кристијан Биркеланд је 1916. први предвидео постојање Сунчевог ветра. Претпоставио је да су Сунчеви зраци и позитивног и негативног наелектрисања. Фредерик Линдеман је 1919. претпоставио да са Сунца долазе протони и електрони. Тридесетих година 20. века научници су претпоставили да Сунчева корона има температуру од неколико милиона степени. Британски математичар Сидни Чапман је педесетих израчунао својства гаса на таквој температури и закључио да се топлота кроз корону мора протезати у простору још даље од Земље. Немачки научник Лудвиг Бирман се такође педесетих заинтересовао за чињеницу да комета увек има реп супротно од Сунца. Бирман је закључио да Сунце емитује сталну струју честица која потискује кометин реп.
Еуген Паркер је 1958. тај феномен назвао „Сунчев ветар“. Паркер је показао да је Сунчева корона, иако јако привучена Сунчевом гравитацијом, тако добар проводник да је још увек врућа на великим удаљеностима. Пошто јачина гравитације опада са удаљеношћу од Сунца, спољна коронарна атмосфера надзвучном брзином бежи у међузвездани простор. Паркер је послао свој рад у Astrofisical Journal, али двоје рецензената су га одбили. Рад је ипак прихватио Чандрасекар (добитник Нобелове награде за физику 1983).
Совјетски сателит Луна 1 је јануара 1959. први пут измерио јачину Сунчевог ветра. Користили су сцинтилационе бројаче и гасне јонизационе детекторе. Мерење су три године касније поновили амерички научници користећи сонду Маринер 2. Прву нумеричку симулацију Соларног ветра у Сунчевој корони, користећи магнетохидродинамичке једначине, извели су Пнеуман и Кноп 1971.
Касних деведесетих, мерења извршена ултраљубичастим короналним спектрометром, који се налазио на свемирској опсерваторији СОХО (Соларна и хелиографска опсерваторија), показала су да се подручје убрзања Сунчевог ветра налази у поларним регионима Сунца и утврђено је да је оно много веће од онога које би се очекивало само од топлотног ефекта. Паркеров модел је предвиђао да се бег Сунчевог ветра дешава на удаљености од 4 Сунчева полупречника, али мерења су показала да се дешава на удаљености од 1 полупречника изнад фотосфере. То говори да постоји додатни механизам убрзања Сунчевог ветра.

## Својства

### Састав
Састав Сунчевог ветра у хелиосфери је идентичан саставу короне. То је плазма, која је 95% јонизовани водоник, 4% двоструко јонизовани хелијум и мање од 0,5% других јона. Састав Сунчевог ветра варира и вероватно зависи од физичких особина короне. Прва детаљна анализа је изведена на Месецу. Соларни ветар је прикупљен специјално припремљеним металним фолијама, након чега је допремљен на Земљу ради анализе.

### Брзина и губитак масе
Близу Земље, брзина соларног ветра износи од 200 до 889 km у секунди. Просечна брзина је 450 километара у секунди. Сунце губи око милион тона материјала у секунди у виду соларног ветра. Фузијом Сунце губи око 4,5 пута више масе у секунди.

### Међупланетарно магнетско поље
Пошто је соларни ветар плазма, има карактеристике плазме, а не гаса. Јако је проводљив, тако да носи линије сила Сунчева магнетног поља са собом. Динамички притисак ветра доминира над магнетним притиском у већем делу Сунчевог система, тако да магнетно поље чини спиралу. Сунце има различиту поларизацију магнетног поља зависно у којој фази соларног циклуса се налази. Сунчев ветар некад има спиралу према унутра, а некад према ван. То се смењује приближно сваких 11 година.
Плазма у међупланетарном простору је одговорна да је јачину Сунчевог магнетног поља, које је око 100 пута јаче него када соларног ветра не би било. Сателитска осматрања показују да је јачина Сунчевог магнетног поља око Земље око 10−9 .

## Брзи и спори сунчев ветар
Ван еклипсе Сунчев ветар је сталан и брз са брзинама 600 до 800 километара у секунди. Тај ветар потиче из Сунчевих короналних рупа. У равни еклипсе ветар је спорији и често променљив са брзинама од 200 до 600 киломеатара у секунди, а дневно флуктуира и два или више пута.

## Променљивост, сунчане олује и геомагнетне олује
Сунчев ветар је одговоран за облик Земљине магнетосфере и такво магнетно поље снажно утиче на прилике на планети. Ниво јонизације и радио сметњи могу да се појачају сто, па и хиљаду пута. Понекад и на брзи и на спори Сунчев ветар снажно делују велики брзи пламенови плазме звани међупланетарно коронално избацивање масе. То се дешава током великог ослобађања магнетне енергије на Сунцу. Ти ефекти се називају и сунчане олује. Код таквих сунчевих олуја велики пламенови плазме долазе до Земље и привремено деформишу Земљино магнетно поље, тако да мењају смер игле компаса, те изазивају јаке електричне струје унутар саме Земље. Такав ефекат се назива геомагнетном олујом. Понекад се у таквим условима јављају поларна светлост Aurora Borealisи ауроре.
Кретање наелектрисаних честица из Сунчевог ветра које се крећу дуж линија магнетног поља и у близини полова улазе у атмосферу изазивају електрична пражњења у високим слојевима која се зову „поларна светлост“ и виде се као светлеће завесе, играјућа светлост, светлуцање неба веома видљиво током поларних ноћи.